# آنتن بال خفاشی

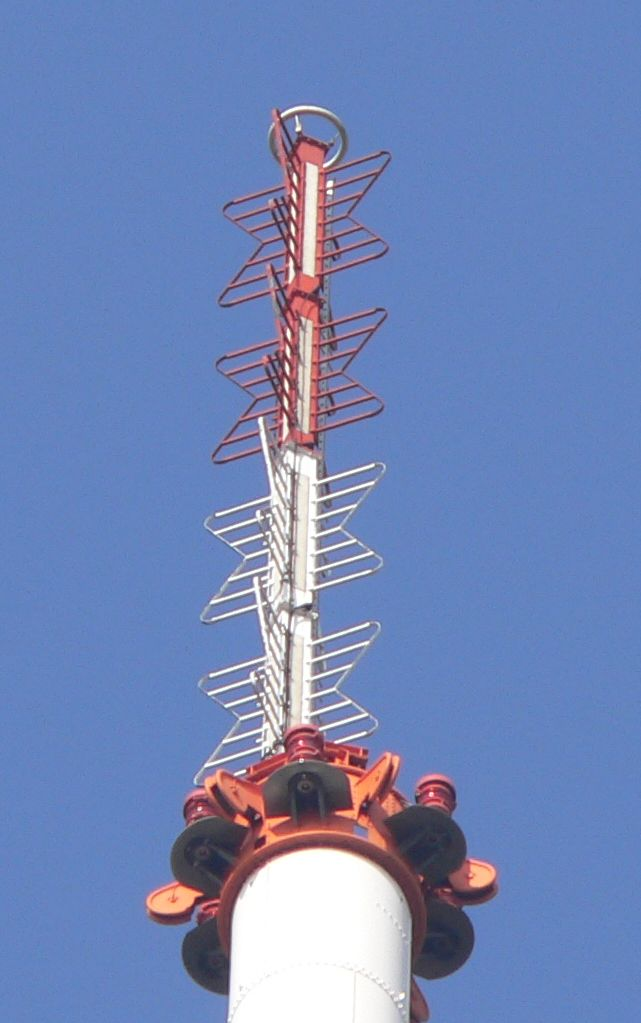
آنتن پخش همگانی تلویزیونی اَبَر چهارپَر چهار-طرفه در فرستنده تلویزیونی مول‌آکر، آلمان

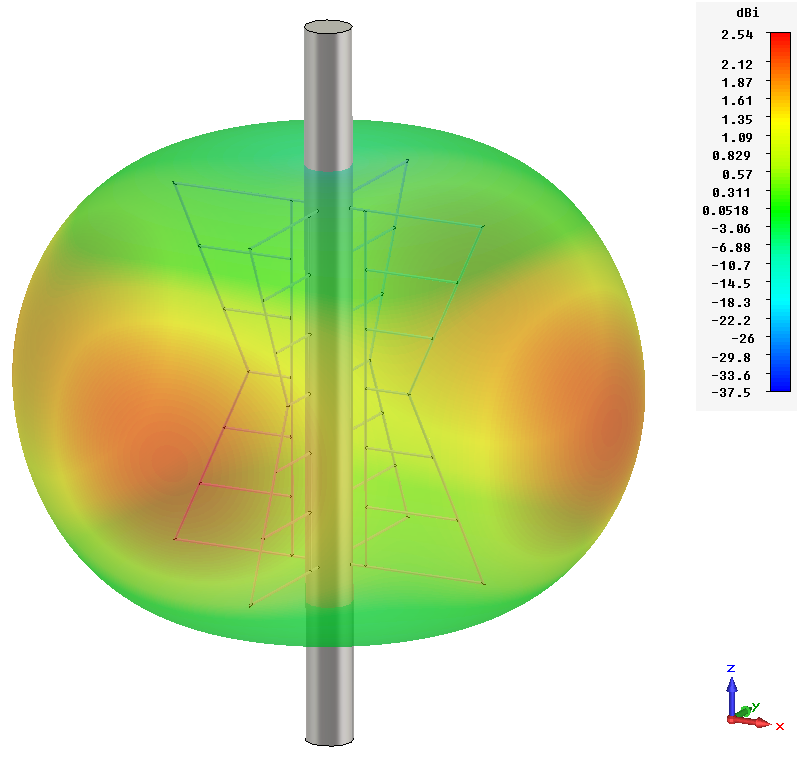
الگوی تابش محاسبه شده از یک کناره بال خفاشی منفرد

آنتن بال خفاشی یا اَبَر چهارپَر نوعی از آنتن پخش همگانی مورد استفاده در فرکانس وی‌اچ‌اف و یواچ‌اف است، برای شکل متمایز خود که شبیه یک بال خفاش یا پاپیون است نامگذاری شده‌است. آرایه‌های انباشته آنتن‌های بال خفاشی به دلیل ویژگی‌های همه‌جهته، به عنوان آنتن‌های پخش‌همگانی تلویزیونی استفاده می‌شوند. آنتن‌های بال خفاشی سیگنال قطبی‌شده افقی تولید می‌کنند. مزیت طرح «بال خفاشی» برای پخش همگانی تلویزیونی این است که از پهنای‌باند گسترده‌ای برخوردار است. این اولین آنتن پخش تلویزیونی پُر کاربرد بود.